# Estimulación multisensorial
El enfoque Snoezelen (pronunciación en neerlandés: /ˈsnuzələ(n)/ⓘ) o el entorno multisensorial controlado, es una terapia para personas con autismo y otros trastornos del desarrollo, demencia o daño cerebral que consiste en colocar al paciente en un ambiente relajante y estimulante denominado «sala Snoezelen», una especie de sala sensorial. Estas salas están pensadas para proporcionar estímulos a los distintos sentidos mediante efectos de luz, color, sonidos, música, olores, etc. También se puede explorar con el tacto la combinación de distintos materiales en la pared, y se puede ajustar el suelo para estimular el sentido del equilibrio. El paciente suele estar acompañado por un asistente o terapeuta.

## Antecedentes
Fue desarrollado a finales de los años 1970 por dos holandeses, Ad Verheul y Jan Hulsegge, quienes mientras realizaban su servicio social en una institución con personas con diferentes discapacidades. El concepto Snoezelen proviene de la contracción de dos verbos en holandés: snoffelen, que significa oler, y doezelen, que significa dormitar, ya que el objetivo del snoezelen es que la persona pueda relajarse buscando que sus sentidos se encuentren en alerta y aprenda a través de la exploración. Partiendo de la idea de una terapia no directiva, permitiendo a la persona la posibilidad de tomar sus propias decisiones.

## Objetivo de la estimulación multisensorial
El objetivo principal de la estimulación multisensorial es el de mejorar las condiciones de vida de las personas con discapacidad, trabajar las sensaciones, la percepción y lo sensorial, que son capacidades básicas del ser humano. Se busca así mejorar la asimilación de la información sensorial que se les ofrece optimizando su relación con el entorno y sus aprendizajes.
En un ambiente con estímulos controlados, se trabajan las sensaciones teniendo el paciente la libertad para explorar, descubrir y disfrutar de diversas experiencias sensoriales. La estimulación multisensorial se convierte en estimulación temprana cuando se realiza en los primeros años de vida; ambos métodos de estimulación tienen mucho en común, pero la estimulación multisensorial se distingue de la temprana por los objetivos terapéuticos que tiene.
Dentro del trabajo de estimulación multisensorial, los objetivos que se plantean son:
- Partiendo de las necesidades humanas más básicas, promover la interacción, el desarrollo y la comunicación.
- Favorecer la situación personal y social de la persona con discapacidad mejorando y desarrollando las condiciones psíquicas y físicas.
- Desarrollar e iniciar estrategias de comunicación e insistir en las capacidades sensorio-perceptivas ajustadas a las posibilidades de cada persona.
- Optimizar su bienestar y calidad de vida

## Bases neurológicas de la estimulación multisensorial
Según Montes, A. (1996),[cita requerida] hay algunas investigaciones que constatan que hay un mayor desarrollo neurológico cuando se produce un adiestramiento y estímulos debidamente adaptados para cada situación y sujeto.
Hay diferentes autores que hablan de esto. Charles Darwin, en sus estudios, pudo observar como en animales de la misma especie y en estado salvaje, su cerebro es de menor tamaño, siendo causa de esto la disminución de las demandas funcionales. Santiago Ramón y Cajal también afirmaba que existe una plasticidad cerebral, viendo como el crecimiento de los axones y las dendritas y su riqueza de conexiones y enlaces es debido a la actividad mental alta, siendo el caso contrario la reducción de estas conexiones a causa de la inhibición de los procesos neuronales. Altman hizo experimentos con ratas con las cuales utilizó toque y contactos tempranos, ambientes enriquecidos y empobrecidos y entrenamientos durante un tiempo con ratas adultas, siendo el resultado de estos estudios que el grupo de ratas manipulado tenía un tamaño mayor de los hemisferios cerebrales y los procesos de proliferación neuronal que se extiende hasta edad adulta.
Para entender la relación de la estimulación multisensorial con la neurología es necesario observar diferentes aspectos: el desarrollo del cerebro, los efectos del estímulo sobre el desarrollo del sistema nervioso central y el papel de los neurólogos en la estimulación.

### Desarrollo del cerebro en el feto y recién nacido
Este desarrollo se puede dividir en etapas.
La primera etapa va desde la concepción hasta el 5.º mes de embarazo; en esta etapa se establece el número de células cerebrales que tendrá ese niño/a. A las 18 semanas las dendritas se ramifican formando una red de interconexiones elaborada que se encarga de recoger los impulsos eléctricos que son producidos mediante la estimulación. Cuanta más estimulación y recepción de estímulos se produzca, más desarrollo de las dendritas habrá y la comunicación individual celular será mejor, dando lugar a la acomodación del cerebro por la necesidad de producir mayor cantidad de filamentos de interconexión.
La 2.ª etapa corresponde a la 20.ª semana de embarazo. En esta etapa, el cerebro crece, aumentando su tamaño y la complejidad de las células ya establecidas (la estimulación sensorial favorece el crecimiento de dichas células). Cuando las células van creciendo comienzan a migrar del cerebro, lo que hace que el tamaño de este aumente y los axones crezcan en sentido longitudinal. En la 3.ª etapa, que corresponde al 8.º mes, la red de células tiene gran actividad y por lo tanto está formando sinapsis. La 4.ª etapa corresponde al nacimiento; aquí el cerebro alcanza el 25 % del peso de un cerebro adulto.
En la 5.ª etapa, que sería al 6.º mes el cerebro ha alcanzado hasta un 50 % de su peso adulto. En la 6.ª etapa, en el año de vida del niño, su cerebro ha alcanzado un 70 % del peso adulto y la mayoría del ADN se ha establecido en las células cerebrales. En la 7.ª etapa, a los 3 años el cerebro ha llegado al 90 % de su peso.

### Efectos del estímulo sobre el desarrollo del sistema nervioso central
El cerebro es una masa de tejido gris, ovoide que es considerado como la parte pensante, es decir, el centro de inteligencia. El cerebro está compuesto por células nerviosas, las neuronas, estas están divididas en tres partes y a través de diferentes componentes químicos se efectúa el trabajo cerebral. El funcionamiento del cerebro se puede explicar de la siguiente manera: cuando un bebe huele algo fuerte, este olor viaja de la nariz al cerebro, una vez allí es recibido por las dendritas (son las encargadas de recoger el mensaje), cuando lleguen allí estarán en el área olfatoria desde allí pasan al cuerpo de la célula que es donde se decide qué hacer con el mensaje, ya que, lo puede guardar, compartirlo con otras células o reaccionar ante él. Si reacciona, envía otro mensaje por el axón que vuelve otra vez a los músculos y nervios de la cara del bebé, este mensaje ordena a la nariz retirarse y a la boca que se mantenga cerrada. Además el cuerpo guarda toda esta información para la próxima vez que vuelva a pasar, reaccione de la misma manera, a esto se le llama una lección sensorial. 
El cerebro esta dividió en dos mitades o hemisferios, cada uno de ellos presenta funciones diferentes. En el hemisferio izquierdo, su corteza gris es responsable de la lógica, el razonamiento y las habilidades cognoscitivas y analíticas como el lenguaje y las matemáticas. En el hemisferio derecho, su corteza es responsable de desarrollo artístico, la música, los sonidos no verbales, las emociones y el pensamiento intuitivo. Por lo que la estimulación infantil hace que el desarrollo de los dos hemisferios sea más eficaz.
Los mensajes que se reciben y se guardan son solo impulsos eléctricos, las células nerviosas, al unirse, forman los nervios, estos nervios están aislados por una película protectora que está formada por proteínas de mielina. Por lo tanto el tiempo y la estimulación ayudan al proceso de mielización o aislamiento del nervio. El proceso de mielización se inicia en el comienzo del embarazo con las células cerebrales, este proceso de produce de dos formas: próximo-distal y céfalo-caudal. El proceso de mielización va más rápido en el periodo de comienzo cerebral, continua en la infancia y a los 4 años los nervios corporales principales estarán aislados completamente. El proceso de mielización ayuda y contribuye a la rápida y eficaz trasformación de los mensajes, esto además permite la coordinación, el control y los reflejos musculares. La estimulación ayuda a acelerar el tiempo de reacción muscular y cerebral.

### Los neurólogos y la estimulación
Los neurólogos juegan un papel importante ya que, son los que asientan las bases teóricas para entender como la estimulación es eficaz para el desarrollo cerebral. Según Oltra, J. (2008),[cita requerida] un neurólogo es aquel que hace que se conozcan las características clínicas, las manifestaciones de los trastornos con los que se trabaja, las áreas cerebrales implicadas y sus funciones y la relación de las áreas cerebrales afectadas con el resto del encéfalo (este está siempre en constante desarrollo).
Cuando un área cerebral se encuentra afectada por un daño congénito o adquirido, por esto se ponen en marcha procesos de plasticidad neuronal, estos procesos se deben aprovechar con conocimiento. Por lo que la estimulación y el tiempo son importantes ya que, el desarrollo cerebral muchas veces el sorprendente y por ejemplo, un niño que presente un trastornos en el sistema nervioso central, este puede llegar a modificar las zonas cerebrales especializadas y adquirir habilidades que creían inalcanzables.
Teniendo en cuenta este enfoque, se estudian los procesos mentales normales para así poder evaluar, rehabilitar, investigar, prevenir y compensar los efectos del daño o la disfunción cerebral. Por lo tanto aparece una figura que actúa en diversos campos relacionados con el daño cerebral (personas con daño cerebral producido por un traumatismo craneoencefálico, accidentes cerebrovasculares, Alzheimer, Parkinson…), este profesional es el neuropsicólogo.

## Los estímulos
Los estímulos deben presentarse adecuadamente en cantidad y calidad, porque tan nocivo es, para los sistemas funcionales, la hiperestimulación, la estimulación fluctuante y la estimulación a destiempo como la ausencia misma de la estimulación. Se entiende por estímulo todo lo que aplicado sobre el ser humano produce una reacción.
Los estímulos pueden ser, en origen, internos o externos, también pueden ser físicos o afectivos.
Cuando la madre amamanta al niño, la leche materna pasa por su boca hasta el estómago, experimentando así sensaciones internas. El estímulo señal y el contacto físico de sostenerlo en brazos, acunarlo, acariciarlo, etc…, generan una sensación emocional que se ligará a los procesos antes descritos.
El estímulo señal debe ser oportuno en el momento en que se presenta y adecuado en calidad y cantidad.

## La sala de estimulación multisensorial
Lo que podemos encontrar dentro de un aula de estimulación multisensorial es una sala con materiales determinados diseñados para que los usuarios estén expuestos a estímulos controlados para conseguir unos determinados objetivos, es decir, si queremos estimular el oído, utilizaremos más el material sonoro que el visual. Todo esto para favorecer su nivel de integración sensorial facilitando así los aprendizajes básicos y abriendo puertas a relaciones más significativas.
Se trata de un espacio físico con unas características determinadas donde se pueden trabajar de una forma diferente los sentidos. Contiene recursos que, mediante la técnica, se facilita ver, sentir, tocar, entender, probar, crear e imaginar.
El espacio multisensorial conjuga la aproximación curativa y no directiva con la aportación de estimulaciones sensoriales dentro de un entorno específico utilizado para desencadenar una relación.
El objeto propuesto es dar curso libre a la experiencia sensorial, de buscar la satisfacción, el placer y el descanso, de respetar la motivación y el ritmo de la persona.
Las Aulas Multisensoriales son espacios especialmente preparados con múltiples elementos sensoriales, muchos de ellos altamente sofisticados, con las últimas tecnologías adquiridas.
Son entornos seguros y motivantes que mejoran el bienestar físico y emocional y facilitan la experimentación, el disfrute lúdico, la relación, la comunicación y la integración.
Siguiendo las observaciones del Dr. Fröhlich y colaboradores,[cita requerida] es importante respetar una cierta “jerarquía de la percepción”. Era necesario, según su planteamiento, encontrar aquellas actividades para las que no fuese requerida experiencia previa alguna. Y fue en las fases de desarrollo embrionario y fetal donde halló las llamadas tres áreas básicas de percepción: somática, vestibular y vibratoria.
Es una herramienta educativa donde se conjugan: la estimulación y la relajación. 
Un entorno con elementos como son la música, las luces de colores, los aromas, las texturas. Donde los alumnos exploran, descubren y disfrutan del mundo de los sentidos y los afectos.

### Agentes y contexto
En la sala multisensorial vemos dos relaciones:
- Relación terapeuta-usuario: se genera una relación individualizada, la cual provoca un sentimiento de confianza mutua. Si esta confianza es reforzada, el equipo educativo del proyecto participara en nuevas situaciones con el paciente, para así conocer mejor sus reacciones en la vida diaria y su entorno familiar.
- Relación usuario-ambiente: la persona o usuario de esta sala se desenvuelve en este espacio con su propio nivel y a partir del desarrollo sensorial se puede producir una reacción motriz. Si se produce una situación de relajación se puede mejorar los recursos con algunas ayudas técnicas como el masaje, fisioterapia o psicomotricidad.

### Componentes

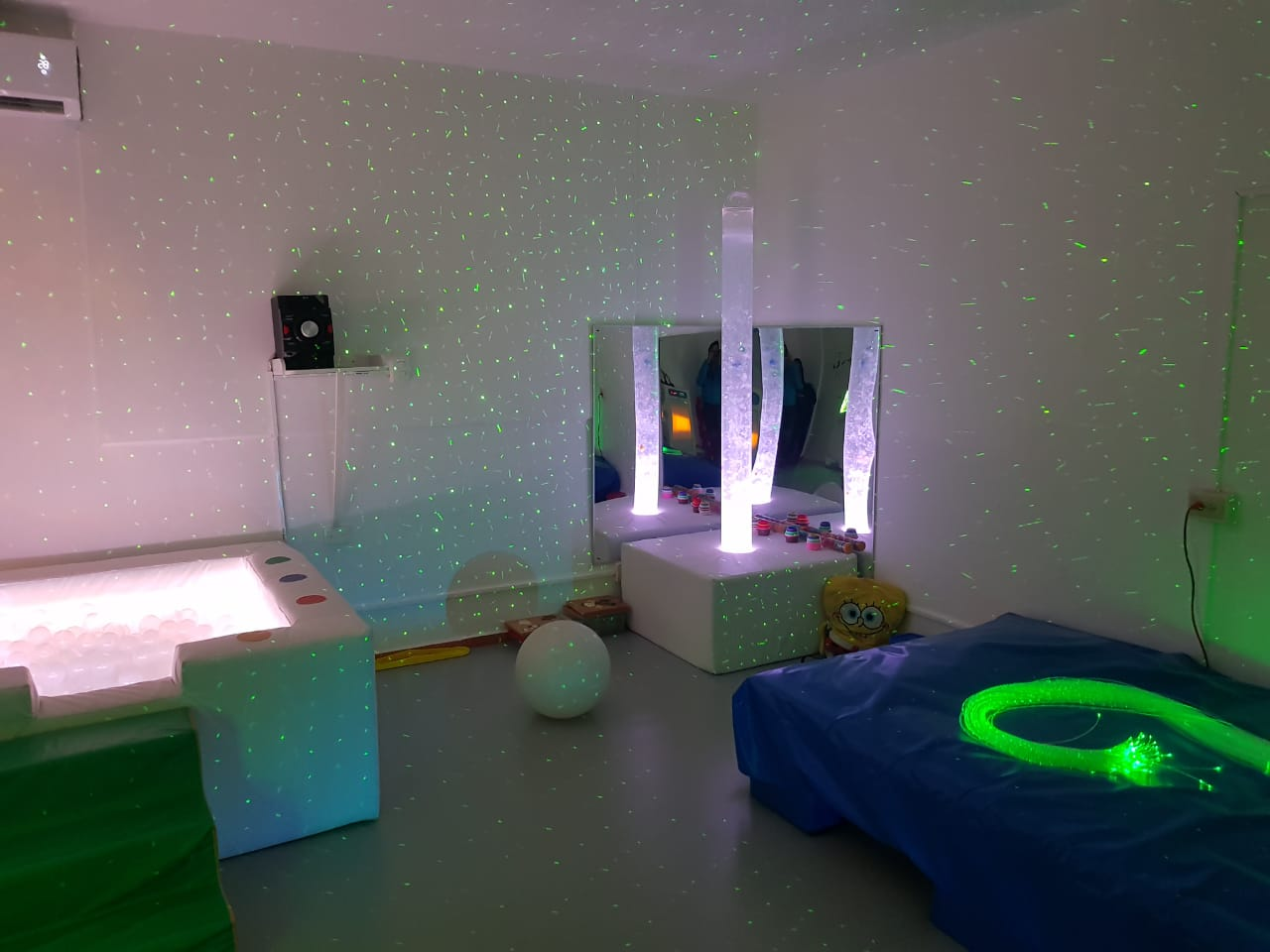
Sala Multisensorial equipada con una alberca de pelotas interactiva que cambia de color al contacto del usuario en sincronía con la columna de burbujas.

- Podio para columna de luz y burbujas.
- Columna de burbujas.
- Mazo de fibras ópticas.
- Cama de agua musical.
- Equipo de audio.
- Elementos de espuma.
- Cojín vibromasaje.
- Conjunto para estimulación sensomotriz.
- Panel interactivo de luz y sonido.
- Panel táctil “looping”.
- Luz UV (luz negra) u accesorios.
- Foco y bola reflectante.
- Paneles de fibras ópticas.
- Proyector solar Equipo transmisor IR

### Espacios
Dentro de esta aula se puede trabajar con diferentes discapacidades, estas discapacidades se trabajaran teniendo en cuenta sus características, dentro de este espacio habrá subespacios que tendrán determinadas funciones, algunas de estas pueden ser:
- Espacio visual: con luces muy suaves al inicio para adaptarse al contraste de la luz exterior, escapando de las brusquedades e intensificando sus efectos una vez que la vista se ha adaptado. Es conveniente trabajar con espejos para crear sensación de amplitud.
- Espacio de proyección: sobre las paredes blancas se proyectan efectos de imágenes para cautivar la atención, evitando las imágenes agresivas que provoquen rechazo.
- Espacio de olores y gustos: Ambos sentidos trabajan juntos, por lo que se pueden trabajar combinaciones como colores y gustos y olores y luz, relacionándolos simultáneamente y combinándolos según las necesidades.
- Espacio táctil: Es un espacio elemental, ya que las personas con discapacidad intelectual utilizan frecuentemente el tacto para formarse una imagen del entorno.
- Espacio auditivo: se trabaja con dos posibilidades. El espacio silencioso para evitar cualquier perturbación exterior indeseable con el fin de transmitir calma e ir incorporando progresivamente sonidos o música para provocar estímulos, o bien la música aplicada para generar ambiente o para suscitar reacciones.

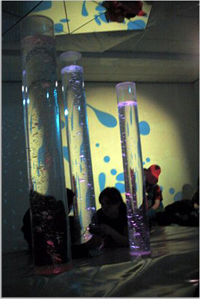
Niño con una incapacidad en una sala Snoezelen.

## Áreas de estimulación multisensorial

### Estimulación somática
Es aquella percibida por todo el cuerpo, especialmente la piel y por la cual podemos diferenciar entre el mundo y yo.

### Estimulación vibratoria: autopercepción
El cuerpo está compuesto por diferentes cajas de resonancia. Estas permiten la percepción interna del cuerpo mediante sus ondas vibratorias. La utilización de esta vibración para el conocimiento de nuestro propio cuerpo es lo que llamamos estimulación vibratoria.
Cuando hablamos de autopercepción nos referimos a conocer nuestros sentimientos, emociones, ideas… esto se lleva a cabo mediante un proceso de búsqueda interna, introspección.

### Estimulación vestibular
El órgano de percibir esta sensación está situado en el oído interno, éste se encarga de regular la postura y la orientación espacial.
La estimulación de esta área permite la conceptos como ausencia-presencia y proximidad-distanciamiento. Otro de los objetivos a trabajar es la integración de cambios del cuerpo con relación al espacio.

### Estimulación visual
Utilizaremos la sala de estimulación multisensorial para trabajar la estimulación visual con actividades de fijación de la mirada, seguimiento visual o percepción visual.

### Estimulación auditiva
Para estimular la audición trabajaremos el volumen, relación de sonidos con experiencias previas, estimulación del resto auditivo o el timbre de objetos de la vida diaria.

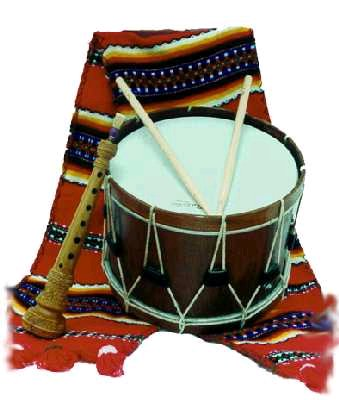
Estimulación visual, auditiva y táctil.

### Estimulación táctil
Esta sensación se percibe mediante los receptores somáticos (mecanorreceptores, termorreceptores y nocirreceptores).
El sentido táctil es una de las vías de entrada de información, junto con el oído y la vista. En la sala de estimulación se puede trabajar la sensibilización y desinsibilización táctil, por ejemplo.
El nivel de integración del sistema táctil está estrechamente relacionado con el grado de madurez del sistema nervioso central, por lo tanto, la estimulación de este último influirá en su desarrollo global.

### Estimulación gustativa
Estimularemos esta área mediante la discriminación de sabores.

### Estimulación olfativa
El olfato es un sentido que estamos utilizando todo el tiempo de manera inconsciente. Lo podemos trabajar como evocador de recuerdos y como anticipación. Podemos utilizar por ejemplo siempre el mismo perfume.

### Área cognitiva
Fomentaremos con la estimulación de esta área el pensamiento e interacción directa con los objetos y el mundo que lo rodea. Para poder llevarlo a cabo el paciente necesita tener experiencias previas de las que partir, capacidad de razonar y de atención.

### Área motriz
En esta área favorecemos la autonomía en el desplazamiento, movimiento y coordinación óculo-manual. Para que la estimulación sea eficaz es importante que sea el propio paciente el que manipule y explore, sin olvidar los posibles riesgos que esto conlleva.

### Área del lenguaje
Con la estimulación del lenguaje desarrollaremos una mejor comunicación, tanto oral como gestual, a nivel comprensivo y expresivo. La expresión es una capacidad más desarrollada por lo que debemos comunicarnos con los pacientes de forma constante relacionando la información oral con la visual.

### Contribución a la estimulación basal
Dentro de la estimulación basal, encontramos tres áreas distintas que han sido mencionadas anteriormente: la somática, la vibratoria, y la vestibular. El área somática hace referencia a la capacidad del sujeto para sentir con todo su cuerpo.
El área vibratoria, se refiere a la capacidad del individuo para sentir las ondas vibratorias en su interior, ya sea en el sistema óseo o en el núcleo duro. 
Por último, en el área vestibular, nos referimos a toda experiencia del ser humano relacionada con la gravedad y su posición en el espacio, ayudando a asegurar el equilibrio y coordinando la visión.
Estas áreas se ven reforzadas mediante los ejercicios de estimulación multisensorial que sean realizados, lo cual resulta fundamental para explorar todas las áreas de desarrollo de la personal y despertar, además de las capacidades sensoriales, otras áreas relacionadas con la cognición y los aspectos espacio-temporales.